# Melilotus indicus

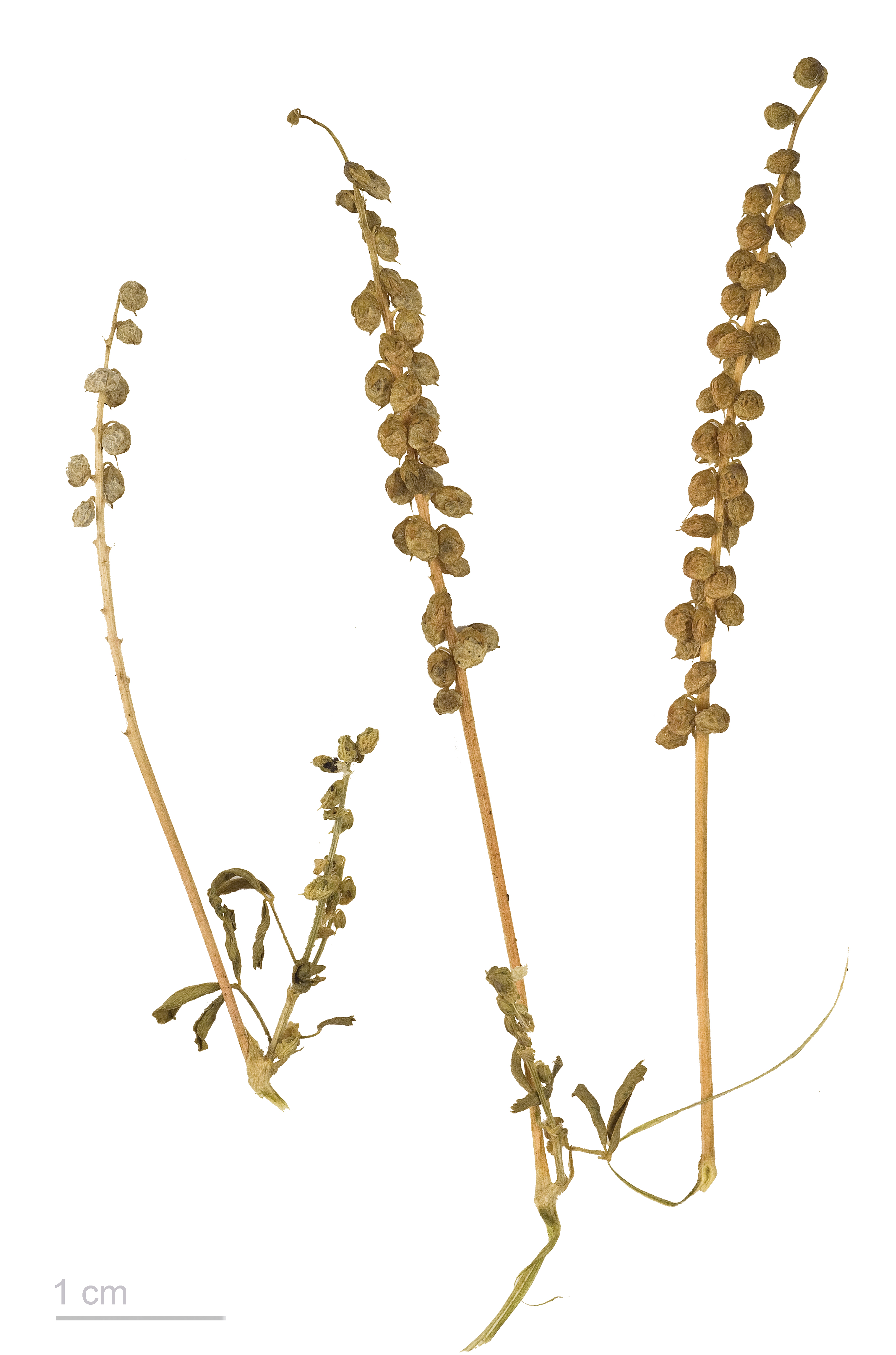
Melilotus indicus

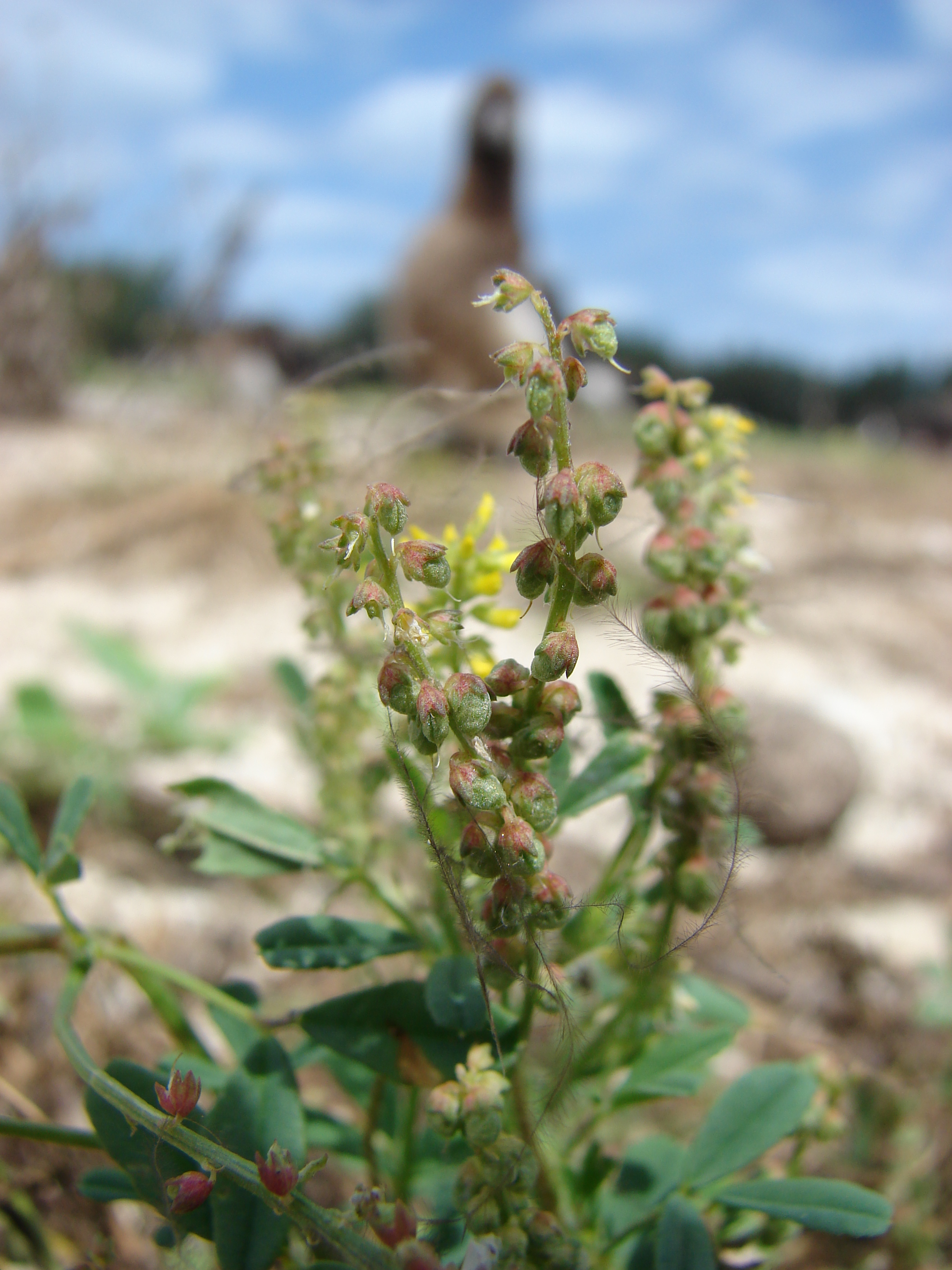
Vista de la planta

Melilotus indicus es una especie de la familia de las fabáceas.

## Descripción
Hierba erecta muy ramificada de 30-50 cm de altura. Tallo piloso. Las hojas se presentan en folíolos lanceolados, a veces casi lineares de 3 a 5 mm de largo. Las flores pequeñas con corola amarilla en racimos de 3 a 5 cm de largo. El fruto es una legumbre apiculada con una sola semilla. Florece en primavera.

## Distribución y hábitat
Originaria del Mediterráneo, norte de África, Macaronesia y Europa. Se ha naturalizado en  América, Australia, Asia y Europa.

## Taxonomía
Melilotus indicus fue descrita por (L.) All. y publicado en Flora Pedemontana 1: 308. 1785.
Etimología
Melilotus: nombre genérico que deriva de las palabras griegas:  meli que significa "miel", y lotos, una leguminosa.
indicus: epíteto geográfico que alude a su localización en la India.
Sinonimia
- Melilotus bonplandii Ten.
- Melilotus indica (L.) All.
- Melilotus indicus subsp. permixtus (Jord.) Rouy
- Melilotus melilotus-indica Asch. & Graebn.
- Melilotus melilotus-indicus Asch. & Graebn.
- Melilotus officinalis sensu Bojer
- Melilotus parviflora Desf.
- Melilotus parviflorus Desf.
- Melilotus permixtus Jord.
- Melilotus tommasinii Jord.
- Sertula indica (L.) Kuntze
- Trifolium indica L.
- Trifolium indicum L.
- Trifolium melilotus L.
- Trifolium melilotus var. indicum L.
- Trifolium melilotus indicus L.
- Trifolium melilotus-indica L.[3][4]

## = Véase también
- Terminología descriptiva de las plantas
- Anexo:Cronología de la botánica
- Historia de la Botánica